# جاي كينيدي
جاي كينيدي (بالإنجليزية: Jay Richard Kennedy)‏ (و. 1904 – 1991 م) هو روائي، وكاتب سيناريو، من الولايات المتحدة الأمريكية، توفي عن عمر يناهز 87 عاماً.

## جوائز
حصل على جوائز منها:
- جائزة إيمي.

## وصلات خارجية
- جاي كينيدي على موقع IMDb (الإنجليزية)
- جاي كينيدي على موقع قاعدة بيانات الفيلم (الإنجليزية)